# Antologia dello humour nero
Antologia dello humour nero è una raccolta di racconti "neri" scelti da autori classici dello scrittore e teorico del movimento surrealista André Breton.
L'Antologia, che segnò un'epoca in cui la poesia, l'arte, il meraviglioso, diventano i fondamenti dell'esperienza umana, venne pubblicata per la prima volta nel 1939 ed ebbe numerose ristampe.
La scelta che Bréton fa dei racconti è una scelta volutamente scandalosa, che annulla definitivamente i confini tra i vari generi letterari andando contro ogni canone prestabilito.
L'opera, nella edizione a cura di Paola Dècina Lombardi pubblicata dall'Einaudi nel 1970, è fornita da una introduzione, una nota bibliografica e la cronologia della vita oltre che da due saggi inediti in Appendice dal titolo La confessione sdegnosa e Il surrealismo e la tradizione.
Nell'Antologia vengono presi in esame 45 autori introdotti da un breve saggio e da una scelta di brani degli stessi di carattere noir.
Tra gli autori molti sono famosi, altri poco noti, alcuni decisamente considerati "scomodi". Apre il testo Jonathan Swift e lo chiude Jean-Pierre Duprey, nel mezzo i seguenti: Marchese de Sade, Georg Christoph Lichtenberg, Charles Fourier, Thomas De Quincey, Pierre-François Lacenaire, Christian Dietrich Grabbe, Petrus Borel, Edgar Allan Poe, Xavier Forneret, Charles Baudelaire, Lewis Carroll, Villiers de l'Isle-Adam, Charles Cros, Friedrich Nietzsche, Isidore Ducasse conte di Lautréamont, Joris-Karl Huysmans, Tristan Corbière, Germain Nouveau, Arthur Rimbaud, Alphonse Allais, Jean-Pierre Brisset, O. Henry, André Gide, John Millington Synge, Alfred Jarry, Raymond Roussel, Francis Picabia, Guillaume Apollinaire, Pablo Picasso, Arthur Cravan, Franz Kafka, Jacob van Hoddis, Marcel Duchamp, Hans Arp, Alberto Savinio, Jacques Vaché, Benjamin Péret, Salvador Dalí, Jean Ferry, Leonora Carrington, Gisèle Prassinos, Jean-Pierre Duprey.

## Edizioni
- André Breton, Antologia dello humour nero, traduzione di Mariella Rossetti e Ippolito Simonis, collana Nuovi Coralli, Einaudi, 1970,  p. 385, ISBN 88-06-13970-3.